# ديانا بوريل
ديانا بوريل (بالإنجليزية: Diana Burrell) هي ملحنة بريطانية، ولدت في 25 أكتوبر 1948 في نورتش في المملكة المتحدة.

## وصلات خارجية
- ديانا بوريل على موقع ميوزك برينز (الإنجليزية)
- ديانا بوريل على موقع ديسكوغز (الإنجليزية)